# المدرسة البهائية (بغداد)
المدرسة البهائية مدرسة تاريخية يعود تأسيسها إلى العصر العباسي في بغداد. كانت تقع في الجانب الشرقي من المدينة على نهر دجلة، بالقرب من المدرسة النظامية ورباط الشيوخ. وهي من المدارس الشافعية في المدينة، بالرغم من استيلاء بعض الحنفية عليها لفترة وجيزة حتى عام 1170. تجدر الإشارة إلى أنها لم تعد موجودة اليوم.